# Келте-Сюле
Келте́-Сюле́ (рос. Келте-Сюле, чув. Кĕлтеçулĕ) — присілок у складі Канаського району Чувашії, Росія. Входить до складу Малобікшихського сільського поселення.
Населення — 88 осіб (2010; 84 у 2002).
Національний склад:
- чуваші — 98 %